# Фарум

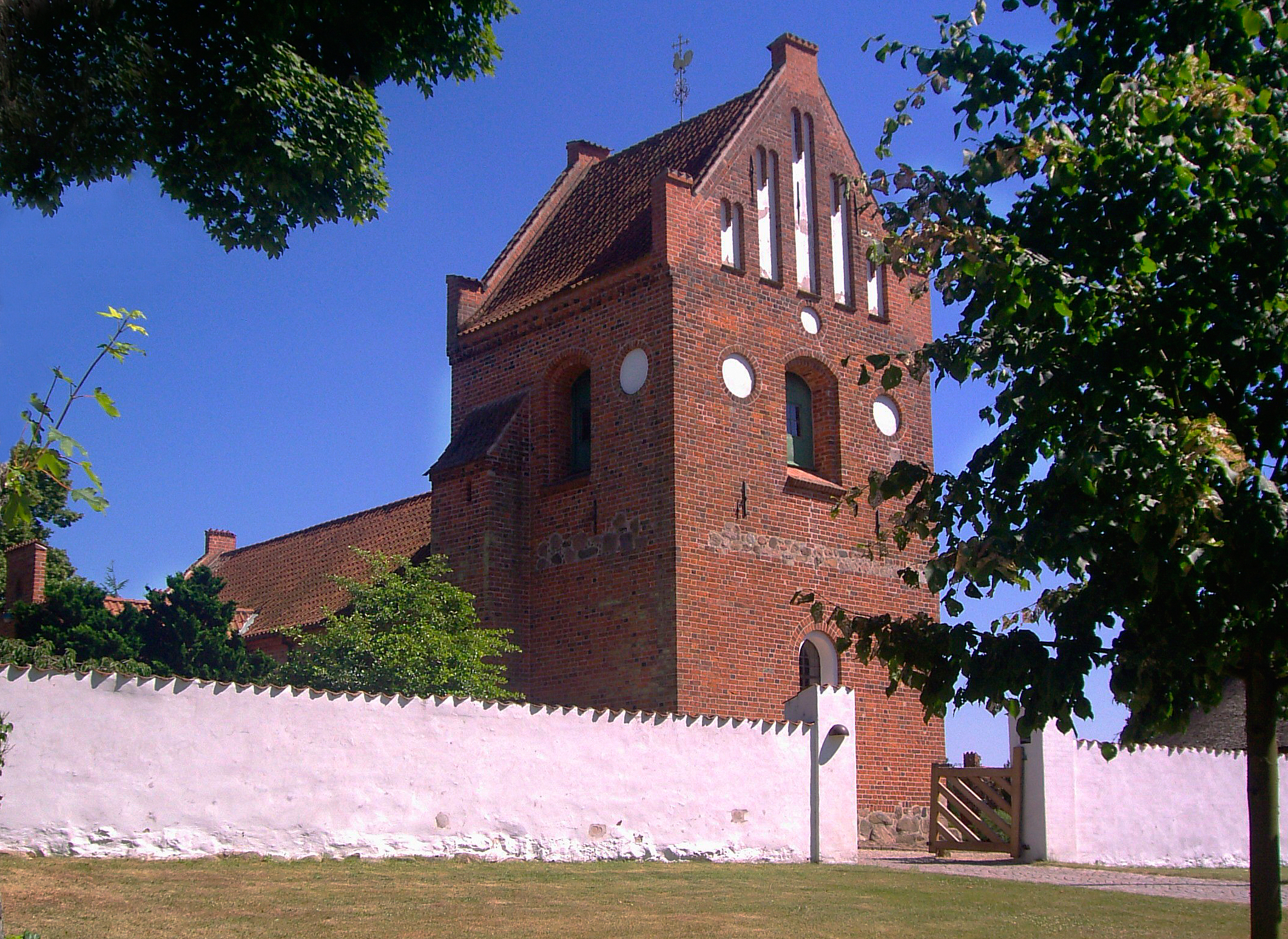
Церковь в Фаруме

Фарум (дат. Farum) — город на северо-востоке острова Зеландия в восточной Дании, в 20 км к северо-западу от Копенгагена. Население города составляет 18 091 жителей (на 1 января 2013 года). Город является частью коммуны Фурёсе. До 2006 года он представлял коммуну Фарум.

## История
История Фарума насчитывает уже более 1000 лет. Своё название Фарум получил от основателей поселения, морских торговцев, прибывших сюда из немецкого Бремена. В то время к Фаруму существовал прямой выход к морю, в нынешнее время занесённый илом и превратившийся в часть суши. Около 1100 года была построена первая каменная церковь общины Фарума, её детали до сих пор являются частью современной церкви Фарума. В XIV веке в результате сооружения дамбы была затоплена старая гавань и морской трафик к Копенгагену переместился немного на юг в Фискебек.
Во время очередных войн со Швецией в XVII веке территория Фарума подверглась серьёзным разрушениям.
В 1800 году город был исключён из рыцарского района Копенгагена и включён в состав графства Фредериксборг. Приблизительно в это время стал наблюдаться подъём экономики Фарума, связанный с плодородностью почв, и как результат бурное развитие сельского хозяйства. В 1906 году Фарум был связан со столицей с помощью железной дороги Копенгаген — Слангеруп, в 1977 году он стал также и частью системы пригородно-городских поездов Копенгагена S-tog.
В начале 1950-х годов население Фарума составляло 4000 жителей. С 1960-х и 1970-х годов Фарум превратился в пригородный город Копенгагена из-за своей близости к растущей столице Дании. Его население увеличилось до 10 000, к 1980 году оно уже составляло 16 000 человек.

## Фарум в настоящее время
В настоящее время Фарум делится на 3 части: Западный Фарум, Восточный Фарум и Средний Фарум. западная и восточная части отделены друг от друга шоссе, отчётливо делящее город. Средний Фарум (Danish Midtpunktet) — большой комплекс зданий, построенный особым образом. Треть населения Фарума живёт в этих блоков, в основном иммигранты.
Западный Фарум — старая часть города с исторической деревней и церковью. Её территория растёт в последнее время, большинство спортивных сооружений Фарума находится именно в этой части города. К тому же к северу от неё располагается высоко-технологическая индустриальная зона.
В городе сегодня проживает большое количество иммигрантоа, В Среднем Фаруме говорят на около 50 различных языках. Больше всего среди них турок и выходцев с Ближнего востока. В последнее время наблюдается приток поселенцев из Восточной Европы.
Фарум является городом базирования футбольной команды «Норшелланн», играющей в главной лиге Дании, Суперлиге. Они играют на стадионе Фарум Парк в Западном Фаруме.